# Psychotria intermedia
Psychotria intermedia är en måreväxtart som beskrevs av George Gardner. Psychotria intermedia ingår i släktet Psychotria och familjen måreväxter. Inga underarter finns listade i Catalogue of Life.